# Lojas Y. Yamada
O Grupo Y. Yamada é uma rede de supermercados do Brasil fundada em 1950 na cidade brasileira de Belém. Seus negócios concentram no Pará. 
Atualmente possui 6 lojas. Devido a crise no grupo, Y. Yamada passa por mudanças de foco de negócios, agora como atacarejo.

## História

### Fundação e Consolidação
O grupo foi fundado pelos imigrantes japoneses da família Yamada, que chegaram ao Pará em 1931.
A empresa iniciou suas atividades no Brasil com o avô Yoshio, e seu filho, Junichiro — pai de Fernando e atual presidente do grupo.
A primeira loja foi inaugurada em 1950, na Rua Senador Manoel Barata, onde funcionava a Loja Matriz. Foi a primeira loja com oferecimento ao público de implementos agrícolas em geral, motores marítimos e industriais, máquinas de costura e geradores.
Em 1957, a Yamada deu início à venda de fogões a gás de querosene, rádios a válvulas, ventiladores, entre outros; objeto de memoráveis campanhas publicitárias veiculadas nos jornais da capital, com a vantagem de ser adquiridos em “suaves prestações mensais”, assim, foi implantando o sistema de crediário, até então inexistente no Pará, um dos pioneiros no país. Com a peculiaridade de atender, especialmente, ao público de baixa renda e autônomos sem comprovação de rendimento.

### Expansão
O grupo aproveitou a saída de Belém dos rivais Pão de Açúcar e Bompreço, para aumentar a clientela, tendo como uma das armas seu cartão de crédito que contava com mais de 1.200.000 de clientes da empresa.[carece de fontes?]
A empresa copunha 14 empresas, incluindo supermercados, serviços financeiros, lojas de departamento, concessionárias de veículos, além de atividades no ramo de crédito, turismo e pecuária.[carece de fontes?]
A Y. Yamada ocupava a 13ª posição no ranking da Associação Brasileira de Supermercados, era 1º lugar no norte do Brasil e o 12º lugar entre as melhores empresas do Brasil no setor de comércio varejista — setor em que a empresa foi a 8ª em crescimento e a 3ª em rentabilidade.
Yamada Plaza Castanhal, era a segunda maior loja do grupo e a mais completa, inaugurada no dia 29 de novembro de 2008, concentra-se em Castanhal, em um terreno de 27 mil m² e 22mil m² de área construída, fechou suas portas em 2016, dando lugar a uma loja do Grupo Mateus.
O grupo chegou a possuir lojas em diversas cidades paraenses como Belém, Ananindeua, Capanema, Castanhal, Bragança, Barcarena, Marabá, Santarém, Salinópolis e Vigia e em Macapá no Amapá, em seu ápice ganhou destaque como a maior rede de supermercados e magazine da região norte do Brasil, com mais de 2 milhões de clientes cadastrados no cartão Yamada, 36 lojas e um quadro de colaboradores que ultrapassava oito mil colaboradores diretos.[carece de fontes?] No entanto, pouco tempo depois, a partir de 2016, o grupo Yamada entraria em uma grave crise por conta de divergências familiares e dívidas e mais dívidas trabalhistas e com a Receita Federal.

### 2016-2017
Em 2016, A empresa passa por uma grave crise administrativo-financeira, após morte de seu fundador o grupo passou por uma reestruturação que acarretou o encerramento das atividades em várias lojas, sendo algumas de suas principais filiais, de Marabá, Castanhal, Belém e Ananindeua. Também fecharam as portas as únicas lojas da empresa fora do Estado do Pará na cidade de Macapá.

### 2018-Atualmente
Em 2018, o Grupo Yamada iniciou um processo de profunda reformulação. Na área de supermercado, o grupo paraense migra para o setor de “atacarejo”, lojas que misturam atacado e varejo. Atualmente, está cumprindo o plano de recuperação judicial. Inaugurou lojas novas, em formatos menores, bem diferentes das antigas megastores.  A nova proposta do grupo, são lojas compactas. Dessa forma, o grupo está voltando a crescer e a conquistar o novo nicho de mercado ainda carente na Grande Belém. 

## Lojas
| Loja               | Bairro      | Localização | Inauguração | Situação   |
| ------------------ | ----------- | ----------- | ----------- | ---------- |
| Yamada Express     | Nazaré      | Belém       | 1997        | Ativa      |
| Yamada Basílica    | Nazaré      | Belém       | 2020        | Ativa      |
| Yamada Marituba    | Centro      | Marituba    | 2020        | Ativa      |
| Yamada Pratinha    | Val-de-Cans | Belém       | 2021        | Ativa      |
| Yamada Santa Luzia | Umarizal    | Belém       | 2022        | Ativa      |
| Yamada Telégrafo   | Telégrafo   | Belém       | -           | Ativa      |
| Yamada Matriz      | Campina     | Belém       | 1950        | Em reforma |

### Antigas Lojas
| Loja                     | Bairro           | Localização | Inauguração | Fechamento |   |
| ------------------------ | ---------------- | ----------- | ----------- | ---------- | - |
| Yamada Ver-o-Peso        | Campina          | Belém       | 1974        | 2016       |   |
| Yamada Icoaraci          | Cruzeiro         | Belém       | 1984        | 2016       |   |
| Yamada Cabanagem         | Marambaia        | Belém       | 1985        | 2016       |   |
| Yamada Presidente Vargas | Campina          | Belém       | 1989        | 2016       |   |
| Yamada Pátio Belém       | Batista Campos   | Belém       | 1993        | 2016       |   |
| Yamada Cidade Nova       | Cidade Nova      | Cidade Nova | 1996        | 2016       |   |
| Yamada Castanheira       | Castanheira      | Belém       | 1996        | 2016       |   |
| Yamada Almirante Barroso | São Brás         | Belém       | 1997        | 2016       |   |
| Yamada Pedro Miranda     | Pedreira         | Belém       | 1997        | 2016       |   |
| Yamada Calçados          | Campina          | Belém       | 1997        | 2016       |   |
| Yamada Batista Campos    | Batista Campos   | Belém       | 1999        | 2016       |   |
| Yamada Plaza             | São Brás         | Belém       | 1999        | 2019       |   |
| Yamada Plaza Jurunas     | Jurunas          | Belém       | 2001        | 2016       |   |
| Yamada Centro            | Centro           | Macapá (AP) | 2003        | 2016       |   |
| Yamada Marambaia         | Marambaia        | Belém       | 2003        | 2016       |   |
| Yamada Perpétuo Socorro  | Perpétuo Socorro | Macapá (AP) | 2005        | 2016       |   |
| Yamada Vigia             | Centro           | Vigia       | 2005        | 2016       |   |
| Yamada Plaza Castanhal   | Ianetama         | Castanhal   | 2008        | 2016       |   |
| Yamada Jaderlândia       | Atalaia          | Ananindeua  | 2009        | 2016       |   |
| Yamada Ananindeua        | Centro           | Ananindeua  | 2010        | 2016       |   |
| Yamada Capanema          | Centro           | Capanema    | 2010        | 2016       |   |
| Atacadão Yamada          | Tenoné           | Belém       | 2012        | 2016       |   |
| Yamada Marabá            | Nova Marabá      | Marabá      | 2013        | 2016       |   |
| Yamada Museu             | Nazaré           | Belém       | 2019        | 2022       |   |
| Yamada Santarém          | Centro           | Santarém    | -           | 2016       |   |
| Yamada São Brás          | São Brás         | Belém       | -           | 2016       |   |
| Yamada Castanhal         | Centro           | Castanhal   | -           | 2016       |   |
| Yamada Vila dos Cabanos  | Vila dos Cabanos | Barcarena   | -           | 2016       |   |
| Yamada Bragança          | Centro           | Bragança    | -           | 2016       |   |
| Yamada Lagoa             | Cabralzinho      | Macapá (AP) | -           | 2016       |   |
| Yamada Salinas           | Centro           | Salinópolis | 2012        | 2021       | - |